# Ember Moon
Adrienne Reese (ur. 31 sierpnia 1988 w Garland w Teksasie) – amerykańska profesjonalna wrestlerka, najbardziej znana z występów w WWE w brandzie NXT pod pseudonimem ringowym Ember Moon. 
Moon pracowała wcześniej w federacjach niezależnych jako Athena, występując między innymi w Shimmer Women Athletes, Women Superstars Uncensored, Inspire Pro Wrestling i Anarchy Championship Wrestling, w którym była trzykrotną posiadaczką ACW American Joshi Championship.

## Kariera profesjonalnej wrestlerki

### Wczesna kariera i Anarchy Championship Wrestling (2007–2012)
Reese została wprowadzona do świata wrestlingu przez jej dziadka, po czym zaczęła treningi u boku Skandora Akbara w kwietniu 2007. Później trenowała z Bookerem T w jego federacji Pro Wrestling Alliance (obecnie nazywanej Reality of Wrestling), w której przybrała pseudonim ringowy Trouble. W Professional Championship Wrestling (PCW) zadebiutowała 10 listopada 2007 jako Athena, gdzie wraz z Mace Malone przegrały z Claudią i Mike Foxx. Regularnie występowała w PCW przez początek 2008, lecz wraz z Brandon Collins nie zdołała zdobyć PCW Tag Team Championship od Jerome Daniels i Nobe Bryant.
Athena pracowała również w federacjach z Teksasu, głównie w Anarchy Championship wrestling (ACW). 21 lutego 2010 wyzwała do walki Rachel Summerlyn o ACW American Joshi Championship, lecz przegrała. W kolejnej walce z nią z 29 maja zdobyła tytuł pokonując Summerlyn i Lillie Mae. Niedługo potem utraciła tytuł na rzecz Summerlyn. Nie zdołała odzyskać tytuły od Malii Hosaki w dniu 19 września, a także 10 lutego w four-way matchu z Perez, Amandą Fox i Jen-Alise. W czerwcu 2011 wzięła udział w turnieju wyłaniającym pretendentkę do ACW American Joshi Championship; pokonała Angel Blue i Amandę Fox w pierwszej rundzie i półfinale, ale przegrała z Rachel Summerlyn w finale. 18 września pokonała Lady Poison i ponownie zdobyła mistrzostwo. Do końca 2011 skutecznie broniła tytułu, lecz 15 stycznia utraciła na rzecz Angel Blue. W czerwcu wzięła udział i wygrała turniej ACW Queen of Queens pokonując Su Yung, Christinę Von Eerie i Jessickę Havok w pierwszej rundzie, półfinale i finale. Po raz trzeci zdobyła ACW American Joshi Championship od Su Yung pokonując ją 18 stycznia 2013, lecz zawiesiła tytuł 23 sierpnia z powodu opuszczenia federacji.

### Shimmer Women Athletes (2010–2015)
Athena zadebiutowała w kobiecej federacji Shimmer Women Athletes podczas gali Volume 33 z 11 września 2010; wraz z Bonesam przegrała z Jessicą James i Rachel Summerlyn. W przeciągu dwóch kolejnych dni przegrała z Tenille i Nevaeh na galach Volume 34 i Volume 36.
Powróciła do Shimmer 1 października 2011 podczas gali Volume 42, gdzie pokonała Jessie McKay i Mię Yim w trzyoosbowej walce. Podczas gali Volume 43 zawalczyła z Mercedes Martinez, lecz walka zakończyła się podwójnym wyliczeniem poza ringowym, tudzień pokonała ją przez dyskwalifikację na gali Volume 44. W październiku na gali Volume 46 nie zdołała pokonać Sarayi Knight o Shimmer Championship. Na gali Volume 50 pokonała Tomokę Nakagawę.
Na gali Volume 55, Volume 57, Volume 62, Volume 64 i Volume 65 pokonała kolejno Taylor Made, Kimber Lee, Candice LeRae, Cherry Bomb i Kay Lee Ray. W walce wieczoru gali Volume 68, Athena wzięła udział w czteroosobowym starciu pomiędzy nią, Madison Eagles, Cheerleader Melissa i Nicole Matthews o Shimmer Championship, który zdobyła Matthews. Ostatnią walkę stoczyła na gali Volume 72, gdzie pokonała Mię Yim w two-out-of-three falls matchu.

### Women Superstars Uncensored (2011–2015)
Athena zadebiutowała w Women Superstars Uncensored (WSU) podczas gali WSU The Final Chapter z 11 stycznia 2011, lecz przegrała z Niyą. Powróciła do WSU dwa miesiące później podczas gali z okazji czwartej rocznicy istnienia federacji, gdzie pokonała Levę Bates. Rok później ponownie pokonała Bates. W kwietniu 2012 wzięła udział w J-Cup Tournament 2012, gdzie pokonała Kimber Lee w pierwszej rundzie, aczkolwiek przegrała w finale z Brittney Savage. Podczas gali WSU Y.O.L.O. z 28 kwietnia przegrała z Rain. W lutym 2013 na gali WSU An Ultraviolent Affair nie zdołała zdobyć WSU Championship od Jessicki Havok.
Wraz z AR Foxem wzięła udział w turnieju WSU King and Queen of the Ring 2013; pokonały Ezavel Suenę i Latin Dragona w pierwszej rundzie, Addy Starr i Matta Tremonta w półfinale, a także Drewa Gulaka i Kimber Lee w finale. Po wyleczeniu kontuzji powróciła do WSU 7 lutego 2014 i pokonała Hanię the Howling Huntress. Następnego dnia przegrała z LuFisto o miano pretendentki do tytułu WSU Championship. 21 lutego 2015 pokonała Hanię the Howling Huntress w Tables, Ladders and Chairs matchu. 9 maja pokonała Niyę stając się pretendentką do tytułu WSU Spirit Championship.

### Inne promocje (2012–2015)
Athena zadebiutowała w All American Wrestling (AAW) 16 marca 2012, gdzie wspólnie z Christiną Von Eerie i MsChif pokonały Sarę Del Rey, Portię Perez i Nicole Matthews. Podczas gali Girls Night Out 7 federacji Absolute Intense Wrestling (AIW) pokonała Sassy Stephie. 3 listopada wystąpiła dla kanadyjskiej promocji NCW Femmes Fatales, gdzie poprzez pokonanie Cheerleader Melissy i Angie Skye zyskała miano pretendentki do NCW Femmes Fatales Championship tej samej nocy, lecz przegrała z mistrzynią Kalamity. Athena zadebiutowała w Shine Wrestling podczas gali SHINE 5 z 16 listopada i pokonała Ivelisse Vélez. Zadebiutowała w Ring of Honor (ROH) w lutym 2013 i przegrała z MsChif. Podczas gali Girls Night Out 8 pokonała Kimber Lee w walce kwalifikacyjnej Climb the Rank, po czym tej samej nocy przegrała z Vedą Scott. Powróciła do ROH 6 kwietnia i pokonała Cherry Bomb, MsChif i Scarlett Bordeaux w four-way matchu.
Podczas gali Girls Night Out 12 z marca 2014 pokonała Mię Yim, zaś niedługo potem Allysin Kay w no count-out, no disqualification matchu zdobywając AIW Women's Championship. Tytuł obroniła podczas gal AIW All In, AIW Battle of the Sexes i Girls Night Out 14 pokonując kolejno Heidi Lovelace, Louis Lyndon i Vedę Scott w singlowych starciach. Straciła tytuł na rzecz Heidi Lovelace podczas gali AIW Faith No More z 11 września 2015.

### WWE

#### NXT (2015-2018)
11 września 2015 zostało ogłoszone, że Reese podpisała kontrakt z WWE i zostanie przypisana do rozwojowego brandu WWE NXT, a także będzie odbywała dalsze treningi w WWE Performance Center. Zadebiutowała w federacji podczas gali typu house show z 10 października. Na początku występowała jako Adrien Reeseref oraz Adrienne Reese do czerwca 2016. Podczas gali NXT TakeOver: The End z 8 czerwca 2016 pokonała Peyton Royce w Dark matchu, lecz wystąpiła pod pseudonimem ringowym Ember Moon. Od czerwca rozpoczęto emisję winietek promujących debiut Moon na gali NXT TakeOver: Brooklyn II z 20 sierpnia, gdzie pokonała Billie Kay. Po debiucie w telewizji rozpoczęła pasmo zwycięstw w singlowych i tag teamowych starciach. Moon po raz pierwszy przegrała 1 kwietnia 2017 podczas gali NXT TakeOver: Orlando, kiedy to nie zdołała zdobyć tytułu NXT Women's Championship od Asuki. 8 maja 2017 zostało ogłoszone, że Moon odniosła kontuzję ramienia i nie zawalczy w fatal four-way matchu o tytuł kobiet na gali NXT TakeOver: Chicago. Powróciła do telewizji 21 czerwca podczas tygodniówki NXT i pokonała Peyton Royce. 19 sierpnia podczas gali NXT TakeOver: Brooklyn III ponownie przegrała z Asuką o tytuł. W sierpniu Asuka musiała zawiesić tytuł z powodu odniesienia kontuzji podczas gali TakeOver: Brooklyn III, po czym została przeniesiona do głównego rosteru. 18 listopada 2017 podczas gali NXT TakeOver: WarGames, Moon zdobyła po raz pierwszy w karierze NXT Women's Championship wygrywając fatal four-way match z Peyton Royce, Nikki Cross i Kairi Sane; po walce pojawiła się Asuka, która uniosła rękę byłej rywalce.
Moon trzymała mistrzostwo do gali NXT TakeOver: New Orleans, gdzie straciła go na rzecz Shayny Baszler, po 140 dniach panowania. 

#### Główny roster (2018-2020)

##### Raw (2018-2019)
Zaraz po WrestleManii 34, 9 kwietnia 2018 Moon zawarła sojusz z Nią Jax, aby pokonać Mickie James i Alexę Bliss, w swoim debiucie na Raw. Nie udało jej się wygrać meczu Money in the Bank, w połowie czerwca. Na gali Royal Rumble, w styczniu 2019 Moon rywalizowała w damskim Royal Rumble match'u, lecz nie udało jej się go wygrać. Podczas meczu dostała kontuzję, a powróciła na kobiecy battle royal, na WrestleManii 35, wygranego przez Carmellę.

##### SmackDown (2019-2020)
Ember Moon została przeniesiona do brandu SmackDown, w ramach WWE Superstar Shake-up 2019. Następnie rozpoczęła feud z Mandy Rose i Sonyą Deville, który zakończył się meczem tag team, gdzie Moon połączyła siły ze SmackDown Women's Champion Bayley, w zwycięskim pojedynku. Zaraz potem Bayley dała szansę Moon o jej tytuł na SummerSlam, gdzie Ember przegrała, przegrywając następne 5 meczów z rzędu, dostając kontuzji kostki. 

#### Powrót do NXT (2020-obecnie)
Od września WWE promowało zamaskowaną postać na motocyklu, na odcinkach NXT. Na NXT TakeOver: 31, tajemnicza postać ujawniła się po udanej obronie NXT Women's Championship przez Io Shirai, gdzie Moon ujawniła się jako ta tajemnicza postać. Na NXT TakeOver: War Games, drużyna Moon, Shotzi Blackheart, NXT Women's Champion Io Shirai i Rhea Ripley przegrali WarGames match przeciwko Candice LeRae, Dakocie Kai, Raquel González i Toni Storm. 
Następnie Moon utworzyła aktywny tag team wraz Shotzi Blackheart, gdzie rywalizowały, w pierwszym kobiecym turnieju Dusty Rhodes Tag Team Classic. Dotarły do finału, gdzie ostatecznie przegrały z Dakotą Kai i Raquel González. 10 marca 2021 Moon i Blackheart pokonały NXT Women's Tag Team Champions, Dakotę Kai i Raquel González, aby wygrać NXT Women's Tag Team Championship, kończąc panowanie Kai i González po zaledwie 56 minutach. Zwycięstwo uczyniło ją pierwszą, która wygrała NXT Women's Championship i NXT Women's Tag Team Championship.

## Inne media
Postać Moon po raz pierwszy przedstawiono w grze WWE 2K18. Następnie pojawiła się w WWE 2K19, WWE 2K20 i WWE 2K Battlegrounds. 

## Życie prywatne
Reese jest żoną profesjonalnego wrestlera Matthew Palmere'a.

## Styl walki

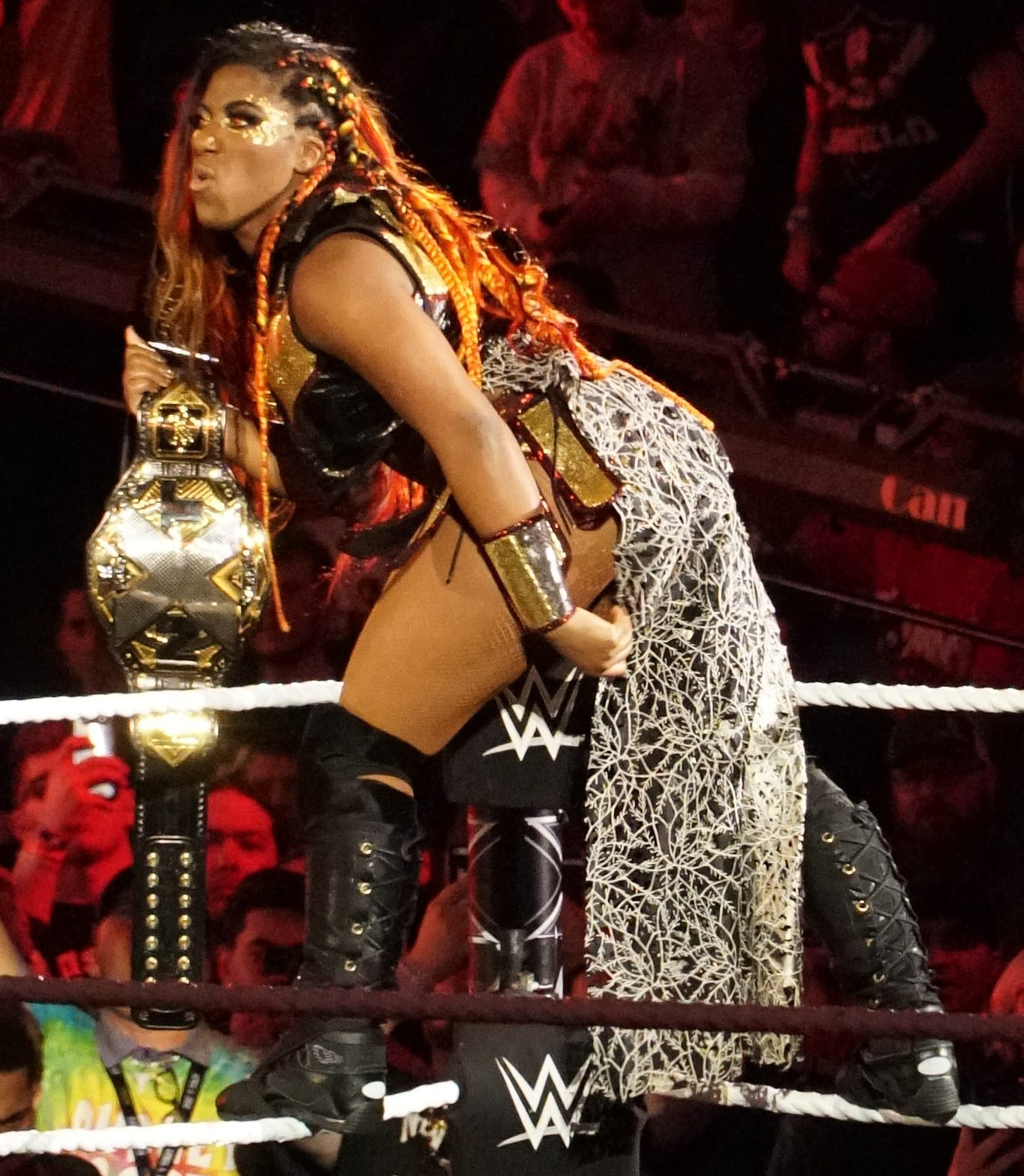
Ember Moon jako NXT Women's Champion

- Finishery
  - Eclipse  (WWE)[45][3] / O-Face (federacje niezależne) (Diving corkscrew stunner)[46][47]
  - Sitout scoop slam piledriver[48]

- Inne ruchy
  - Arm trap crossface
  - Discus elbow smash
  - Double underhook suplex
  - Capture suplex
  - Fallaway slam
  - Handspring elbow smash na przeciwniku w narożniku[49][50]
  - Handspring stinger splash[14][51][52]
  - Headscissors takedown[52][53]
  - Running forearm smash, czasem na siedzącym przeciwniku
  - Springboard crossbody
  - Suicide dive[51][52][53]
  - Side kick
  - Single leg dropkick
  - Spin-out sitout powerbomb
  - Tornado suplex

- Przydomki
  - "The Wrestling Goddess"[54]
  - "The War Goddess"[47]

- Motywy muzyczne
  - „Take My Hand” ~ Simple Plan[55] (federacje niezależne)
  - „Rockstar 101” ~ Rihanna i Slash[55] (federacje niezależne / Shimmer)
  - „Free the Flame” ~ CFO$ i Lesley Roy[56] (WWE; 20 sierpnia 2016 - 4 października 2020)
  - “Rise drom the ashes”[57] (WWE; od 4 października 2020)

## Mistrzostwa i osiągnięcia
- Absolute Intense Wrestling
  - AIW Women's Championship (2 razy)[3]

- Anarchy Championship Wrestling
  - ACW American Joshi Championship (3 razy)[3]
  - ACW Televised Championship (1 raz)[58]
  - ACW Queen of Queens Tournament (2012)[3]

- Pro Wrestling Alliance
  - PWA Women's Championship (1 raz)[5]

- Pro Wrestling Illustrated
  - PWI umieściło ją na 18. miejscu w top 50 wrestlerek rankingu PWI Female 50 w 2017[59]

- Women Superstars Uncensored / Combat Zone Wrestling
  - Queen and King of the Ring (2013) – z AR Fox[60]

- WWE NXT
  - NXT Women’s Championship (1 raz)[61]
  - NXT Women’s Tag Team Championship (1 raz) - z Shotzi Blackheart